# Середньочеський кубок з футболу 1926
Середньочеський кубок 1926 (чеськ. Stredoceský Pohár 1926) — дев'ятий розіграш футбольного кубку Середньої Чехії. Переможцем змагань вдруге став клуб «Славія» (Прага). Участі у турнірі не брала празька «Спарта», що відправилась у заокеанське турне до США.

## Результати матчів
1/2 фіналу
- 13.10.1926. «Славія» (Прага) — «Славой» (Жижков) — 3:1 (Свобода, 20, Ф.Гоєр, 45-пен, 70-пен — Гоук, 79)
- ЧАФК (Краловські Виногради) — ?

## Фінал
| 1926 |

| «Славія» (Прага)                                                             | 10 — 0 | ЧАФК (Краловські Виногради) |
| ---------------------------------------------------------------------------- | ------ | --------------------------- |
| Пуч 8' 51' 57' 73' ?' Гоєр 27' (пен.) Плетиха 38' Шимонек 64' ?' Подразіл ?' |        | Я.Кашпар 65 Пехар 89        |

| Прага Глядачів: 1200—1500 Арбітр: Длабач |

«Славія»: Франтішек Планічка — Зденек Куммерманн, Франтішек Гоєр — Антонін Водічка, Йозеф Плетиха, Еміл Сейферт — Карел Подразіл, Йозеф Чапек, Їндржих Шолтис, Антонін Пуч, Отто Шимонек. Тренер: Джон Вільям Мадден
ЧАФК: Войтех Краль — Мирослав Губка, Франтішек Пехар — Антонін Носек, Ярослав Кашпар, Карел Чіпера — Франтішек Добіаш, Рудольф Слоуп-Штапл, Йозеф Тихий, Милослав Кашпар, Емануель Гліняк

## Склад переможця
| Воротар: Франтішек Планічка (2). Захисники: Франтішек Гоєр (2.3), Зденек Куммерманн (2). Півзахисники: Антонін Водічка (2), Еміл Сейферт (2), Йозеф Плетиха (1.1), Ян Сікора (1). Нападники: Антонін Пуч (2.5), Отто Шимонек (2.2), Їндржих Шолтис (2), Карел Подразіл (2.1), Йозеф Чапек (1), Франтішек Свобода (1.1). Тренер: Джон Вільям Мадден. |